# Hamilton Harty
Herbert Hamilton Harty (Hillsborough, Irlanda del Norte, 4 de diciembre de 1879 — Hove, Inglaterra, 19 de febrero de 1941) fue un director de orquesta, compositor y acompañante. Es conocido por el inconfundible sonido irlandés en muchas de sus composiciones, por ser un respetado director y por haber sido considerado por sus contemporáneos como el mejor acompañante de Inglaterra. 

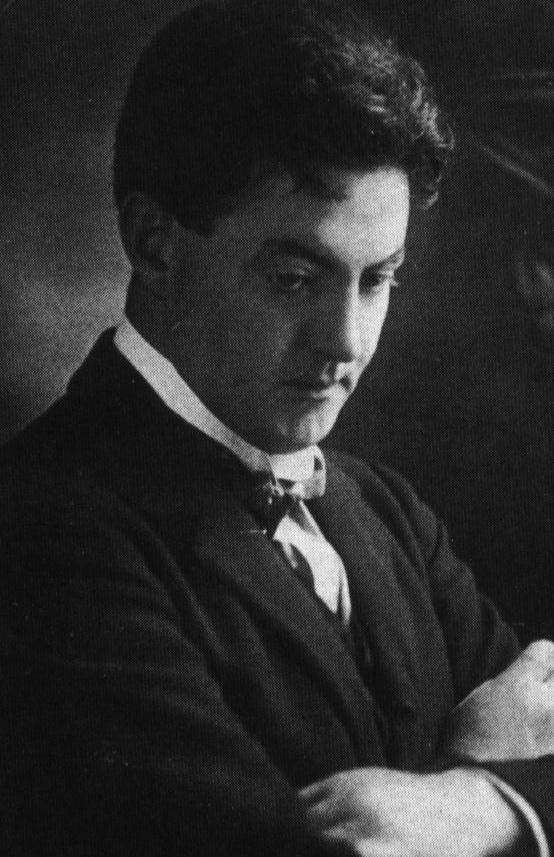
Hamilton Harty

Harty nació en Hillsborough y fue hijo de un organista de iglesia, William Harty. Desde niño, Herbert aprendió a tocar la viola, el piano y el órgano. Enseguida siguió los pasos de su padre, desempeñando puestos como organista de iglesia desde los doce años. Se trasladó a Londres en 1901 para seguir una carrera musical como acompañante. La lista de solistas a quienes acompañó fue impresionante, entre ellos John McCormack, W.H. Squire, Joseph Szigeti, Fritz Kreisler y la soprano Agnes Nicholls, con quien se casó en 1904.
Harty compuso la mayor parte de su obra entre 1901 y 1920, incluyendo An Irish Symphony, el poema tonal With the Wild Geese, el Concierto de violín, la Ode to a Nightingale para soprano y orquesta, estrenada por Nicholls. Después de su retiro como director en 1936, finalizó otro poema tonal, The Children of Lir, en 1938.
Después de un corto periodo con la London Symphony Orchestra y otras orquestas inglesas, Harty se convirtió en director permanente de The Hallé en 1920, un puesto que mantuvo hasta 1933. Bajo su dirección, The Hallé se convirtió en una de las primeras orquestas de Inglaterra. Fue honrado como caballero, sir, en 1925. De 1931 a 1936, Harty hizo giras por Norteamérica y otras partes del mundo, dirigiendo en Boston, Chicago, Cleveland, Los Ángeles, San Francisco y Rochester, así como en Sídney, Australia. Trágicamente, fue víctima de un cáncer de cerebro en 1936, en mitad de su floreciente carrera y murió en 1941 en Hove, Inglaterra.
- Datos: Q287259
- Multimedia: Hamilton Harty / Q287259